# Hangasjärvi (sjö i Finland, Lappland, lat 68,45, long 23,38)
Hangasjärvi är en sjö i Finland. Den ligger i kommunen Enontekis i landskapet Lappland, i den norra delen av landet, 900 km norr om huvudstaden Helsingfors. Hangasjärvi ligger 342,5 meter över havet. Arean är 46 hektar och strandlinjen är 3,47 kilometer lång. Sjön  ingår i Torne älvs huvudavrinningsområde.   Omgivningarna runt Hangasjärvi är i huvudsak ett öppet busklandskap.